# Mino Pecorelli
Carmine Pecorelli (14 de setembro de 1928 – 20 de março de 1979), conhecido como Mino, era um jornalista italiano, morto em Roma, um ano após sequestro e subsequente morte do ex-primeiro-ministro Aldo Moro em 1978. Ele foi descrito como um "jornalista independente, com excelentes contatos nos serviços secretos." De acordo com Pecorelli, o sequestro de Aldo Moro havia sido organizado por uma "superpotência lúcida" e foi inspirada na "lógica de Yalta". O nome de Pecorelli constava na lista de membros de Licio Gelli da loja maçônica Propaganda Due descoberta em 1980 pela polícia italiana. Em 2002, o ex-primeiro-ministro Giulio Andreotti foi condenado, juntamente com Gaetano Badalamenti, o chefe da máfia, a 24 anos de prisão pelo assassinato de Pecorelli. A sentença foi expelida pelo Supremo Tribunal Italiano em 2003.